# Marcos Valcárcel
Marcos Valcárcel López (Ourense, 3 de março de 1958 - 5 de dezembro de 2010) foi um historiador, jornalista e escritor espanhol.

## Obras
- A prensa en Ourense e a súa provincia. Catalogación e estudio (1987)
- Ramón Otero Pedrayo. Vida, obra e pensamento, (1988), escrito en colaboración con Xosé Ramón Quintana.
- A cidade da Xeración Nós (1996)
- Xesús Ferro Couselo 1906-1975 : unha fotobiografía (1996)
- Eladio Rodríguez González. Vida e obra (2001)
- Ourense craro río, verde val: a cidade na voz dos seus poetas (2001)
- Carlos Casares, punto de encontro (2002)
- Xaquín Lorenzo. Vida e obra (2004)
- O poder da palabra (2006)
- Historia de Ourense (2008)